# CHST12
Ugljeno hidratna sulfotransferaza 12 (eng. Carbohydrate sulfotransferase 12) je enzim koji je kod ljudi kodiran istoimenim genom CHST12, nalazi se na kratkom kraku hromozoma 7. Dužina polipeptidnog lanca je 414 aminokiselina, a molekulska težina 48 414..

## Literatura
- Maruyama K, Sugano S (1994). „Oligo-capping: a simple method to replace the cap structure of eukaryotic mRNAs with oligoribonucleotides”. Gene. 138 (1–2): 171—4. PMID 8125298. doi:10.1016/0378-1119(94)90802-8.
- Suzuki Y; Yoshitomo-Nakagawa K; Maruyama K;  . (1997). „Construction and characterization of a full length-enriched and a 5'-end-enriched cDNA library”. Gene. 200 (1–2): 149—56. PMID 9373149. doi:10.1016/S0378-1119(97)00411-3.
- Strausberg RL; Feingold EA; Grouse LH;  . (2003). „Generation and initial analysis of more than 15,000 full-length human and mouse cDNA sequences”. Proc. Natl. Acad. Sci. U.S.A. 99 (26): 16899—903. Bibcode:2002PNAS...9916899M. PMC 139241 . PMID 12477932. doi:10.1073/pnas.242603899 .
- Scherer SW; Cheung J; MacDonald JR;  . (2003). „Human chromosome 7: DNA sequence and biology”. Science. 300 (5620): 767—72. Bibcode:2003Sci...300..767S. PMC 2882961 . PMID 12690205. doi:10.1126/science.1083423.
- Mikami T; Mizumoto S; Kago N;  . (2003). „Specificities of three distinct human chondroitin/dermatan N-acetylgalactosamine 4-O-sulfotransferases demonstrated using partially desulfated dermatan sulfate as an acceptor: implication of differential roles in dermatan sulfate biosynthesis”. J. Biol. Chem. 278 (38): 36115—27. PMID 12847091. doi:10.1074/jbc.M306044200 .
- Clark HF; Gurney AL; Abaya E;  . (2003). „The secreted protein discovery initiative (SPDI), a large-scale effort to identify novel human secreted and transmembrane proteins: a bioinformatics assessment”. Genome Res. 13 (10): 2265—70. PMC 403697 . PMID 12975309. doi:10.1101/gr.1293003.
- Gerhard DS; Wagner L; Feingold EA;  . (2004). „The status, quality, and expansion of the NIH full-length cDNA project: the Mammalian Gene Collection (MGC)”. Genome Res. 14 (10B): 2121—7. PMC 528928 . PMID 15489334. doi:10.1101/gr.2596504.
- Ewing RM; Chu P; Elisma F;  . (2007). „Large-scale mapping of human protein-protein interactions by mass spectrometry”. Mol. Syst. Biol. 3 (1): 89. PMC 1847948 . PMID 17353931. doi:10.1038/msb4100134.